# Contraves
Contraves AG è stata un'azienda svizzera di alta tecnologia, che ha cambiato nome in Oerlikon Space AG nel 1990.

## Storia
Fu fondata nel 1936 da Fritz Fischer e Max Lattmann e produceva meccanica di precisione, ottica, strumenti di misura. 
Fu sviluppatrice di sistemi pionieristici, la cui gamma di produzione spaziava dagli strumenti di disegno ai teodoliti, satelliti e space shuttle.

### Contraves Italiana
La Contraves Italiana fu fondata a Roma nel 1952. I prodotti principali erano missili a breve raggio, per i paesi NATO. Negli anni sessanta iniziò lo sviluppo di sistemi radar ed elettronici per il mercato difesa e negli anni ottanta per il settore aerospazio.
La Oerlikon Italiana del gruppo Oerlikon fu fondata a Milano nel 1948 e inizialmente specializzata in macchine di precisione. Negli anni sessanta entra nell'ambito difesa, progettando e costruendo cannoncini da 20-25-35mm, e parti meccaniche per la Contraves Italiana. La produzione di macchine utensili finisce negli anni ottanta.
Nel 1993 avviene la fusione tra Oerlikon e Contraves, che diventa l'Oerlikon Contraves AG. Questo porta in Italia alla fusione della Contraves Italiana S.p.A con l'Oerlikon Italiana S.p.A. creando Oerlikon Contraves S.p.A., la quale, nel 1999, viene acquisita dalla Rheinmetall AG, e inquadrata nella divisione difesa Rheinmetall.
Nell'agosto 2007 Oerlikon Contraves S.p.A. cambia nome in Rheinmetall Italia S.p.A.